# Carine Panda
Carine Panda Masungula (née le 22 février 1990), connue sous le nom de Carine Panda, est une footballeuse congolaise qui évolue au poste de milieu de terrain. Elle a été membre de l'équipe nationale féminine de la République Démocratique du Congo.

## Carrière en club
Panda a joué pour force Terrestre en République démocratique du Congo.

## Carrière internationale
Panda a été sélectionnée pour la RD Congo au niveau senior lors des qualifications pour le Championnat d'Afrique féminin 2006.

### Objectifs internationaux
Les scores et les résultats indiquent que la République Démocratique du Congo a marqué en premier.
| Non. | Date         | Lieu                                             | Adversaire | Score | Résultat | Concours                                                 | Réf.  |
| ---- | ------------ | ------------------------------------------------ | ---------- | ----- | -------- | -------------------------------------------------------- | ----- |
| 1    | 11 mars 2006 | ? , Lubumbashi, République démocratique du Congo | Zambie     | 3–0   | 3–0      | Qualification pour le Championnat d'Afrique féminin 2006 | [ 1 ] |